# 柳家小里ん
柳家 小里ん（やなぎや こりん）は、柳派に属する落語家の名跡。当代は特に代数を振っていないが、八代目朝寝坊むらくが「柳家小里ん」と名乗っている時期があるため、当代は二代目となる。
- 先代柳家小里ん - 後∶八代目朝寝坊むらく
- 当代（二代目）柳家小里ん - 本項で記述

柳家 小里ん（やなぎや こりん、1948年（昭和23年）1月22日 - ）は、東京浅草出身の落語家。落語協会所属。本名∶安田 雅行。出囃子は「春雨」。紋は剣片喰。血液型はA型。

## 経歴
東京都立江北高等学校卒業。高校時代は落語研究会で活躍するほか体操部にも所属。高校3年の時、高校総体に出場。タンブリングという種目で金メダルを取った。
高校卒業後、大学受験にチャレンジするも失敗。1969年1月10日に五代目柳家小さんの門をたたき、内弟子として目白の師匠の家に住み込みで修行に励む。内弟子として共に修行した兄弟弟子には、柳家小太郎、柳家小よし、柳家小二三がいる。1974年に二ツ目昇進し「小里ん」に改名。
1983年9月に蝶花楼花蝶、林家源平、林家正雀と共に真打昇進。

## 人物
趣味は相撲観戦、相撲の形態模写も得意。
浅草演芸ホールで毎年行われている吉例納涼住吉踊りでトンボを切るなど抜群の運動神経の持ち主である。
渋谷らくごの楽屋で初めてタピオカミルクティーを飲んだ。
浅草のパチンコ屋によくいる。浅草演芸ホールに出演する落語家が突然来られなくなり興行が滞りそうな時、前座はパチンコ屋に走り小里んに出演依頼する。小里んが「よし、わかった！」と行って、興行を救うという伝説が何度も繰り広げられている。

## 芸歴
- 1969年1月 - 五代目柳家小さんに入門。前座名は「小たけ」。
- 1974年5月 - 二ツ目昇進、「小里ん」に改名。
- 1983年9月 - 真打昇進。

## 演目
- 青菜
- 愛宕山
- 鮑熨斗
- うどん屋
- 大山詣り
- おせつ徳三郎
- お化け長屋
- 御神酒徳利
- 笠碁
- 火事息子
- 御慶
- 首提灯
- 碁泥
- 子別れ
- 三軒長屋
- 三人旅
- 死神
- 将棋の殿様
- 芝浜
- 試し酒
- ちきり伊勢屋
- 茶の湯
- 提灯屋
- ちりとてちん
- 佃祭
- 富久
- 睨み返し
- 寝床
- 一人酒盛
- 百年目
- 双蝶々
- 文七元結
- へっつい幽霊
- 不動坊
- 船徳
- 棒鱈
- 三井の大黒
- 百川
- 宿屋の仇討
- 夢金
- 淀五郎
- らくだ

### 廓噺
- 明烏
- 磯の鮑
- 居残り佐平次
- お茶汲み
- お直し
- お見立て
- 紺屋高尾
- 五人廻し
- 品川心中
- 付き馬
- 二階ぞめき
- 木乃伊取り

## 受賞歴
- 1980年 - 日刊飛切落語会・努力賞
- 1981年 - 第7回 国立演芸場 花形∶若手演芸会新人賞・銀賞　受賞演目は「お化け長屋」
- 1985年 - 第23回国立演芸場花形若手演芸会新人賞・金賞　受賞演目は「五人廻し」
- 1986年
  - 第6回 国立演芸場花形新人大賞・大賞
  - 芸術祭賞
- 1987年 - 昭和61年度第3回浅草芸能大賞・新人賞

## 出演

### テレビ
- 御法度落語　おなじはなし寄席！（2022年6月5日、BS朝日）- 「親子酒」

## 弟子

### 真打
- 柳家海舟

### 二ツ目
- 柳家小もん
- 柳家小ふね - 海舟門下から移籍

### 元弟子
- 柳家小たけ - 六代目三遊亭円楽門下へ

## 著書
- 五代目小さん芸語録 （初版発行： 2012年5月)　共著：石井徹也